# Idrato di metano-I
L'idrato di metano-I è la forma cubica del clatrato di metano.

## Struttura

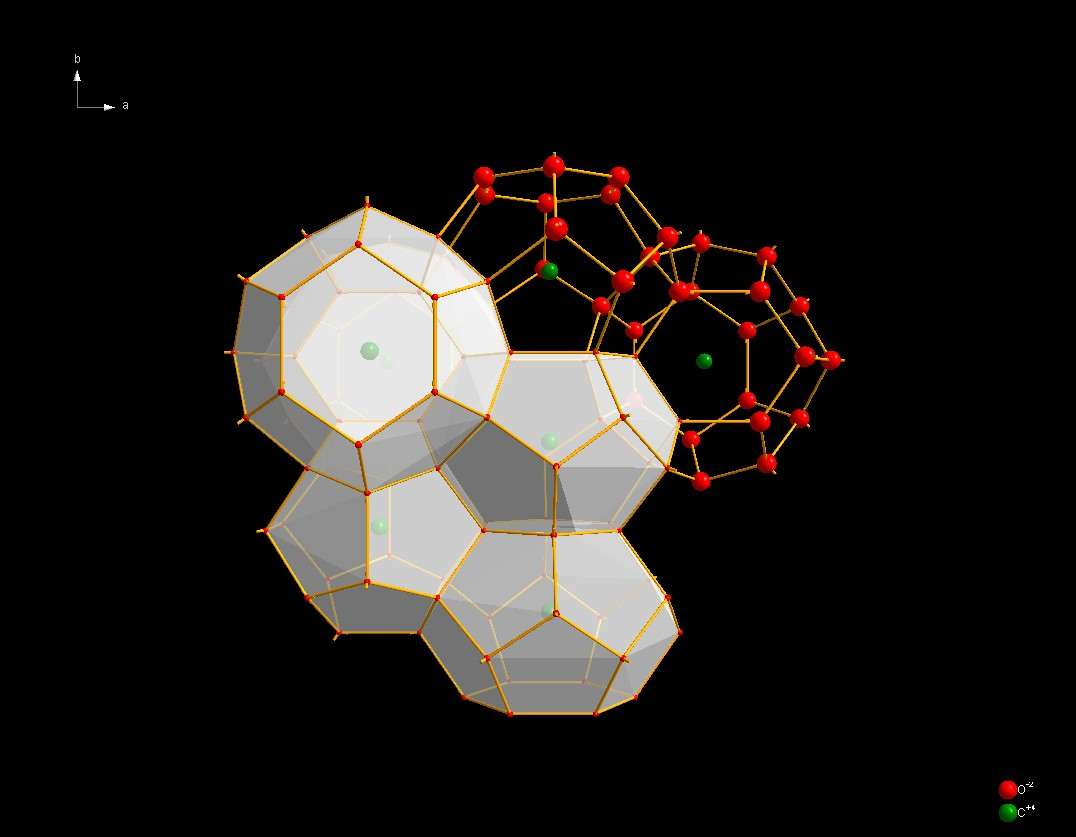
Struttura dell'idrato di metano-I

La struttura del clatrato sI è formata da celle costituite da 46 molecole d'acqua che costituiscono due vuoti dodecaedrici e sei tetracaidecaedrici che possono ospitare fino ad otto molecole di gas aventi diametro massimo di 5,8Å.
Oltre al metano, può essere ospitato l'anidride carbonica, l'etano ma non il propano avente molecola troppo grande.

## Origine e giacitura
Circa 6,4×1012 tonnellate di metano sono intrappolate nei sedimenti oceanici sotto forma di clatrati idrati di metano..